# Tallinn történelme

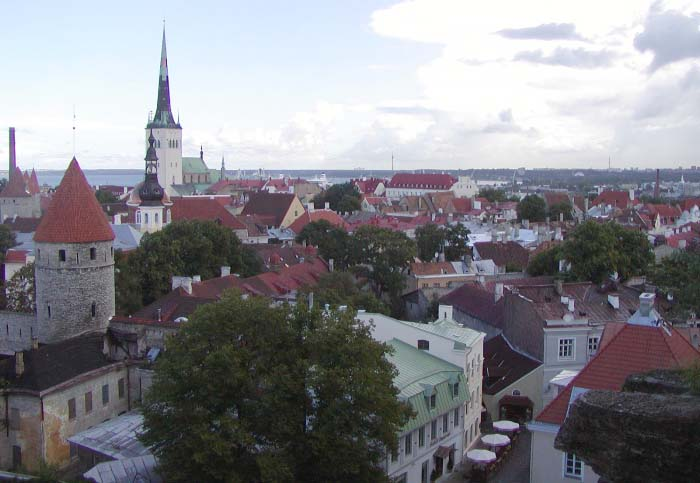
Tallinn óvárosa a Városháza, és a Szent Olav templom tornyával, valamint egy őrtoronnyal

Tallinn történelme színes, valamint teli különböző korszakok fordulatával, hol az észtek, mint eredeti őslakosok a 13. század elejétől a 19. század második feléig gyakran csak mint (elnyomott) kisebbség lakhattak. Mégis az ő érdemük, hogy a város még manapság is tartja szép, történelmi arculatát. A különböző korszakok nyomai mind a mai napig megtalálhatók a város valamint az óváros különböző részein.

## Kolôvan
Tallinn környéke a kőkorszakban is már lakott volt, elsőként a város létezését az Idríszí nevű, arab földrajztudós említi a világtérképén 1154-ben. Ő a városra a Kolôvan (Qaluwany) nevet használta, ami az észt Kalev vagy a finn Kalevi férfi névre vezethető vissza. A Kalevipoeg, észt nemzeti eposz szerint amikor Kalev nemzeti hős meghalt, felesége, Linda észak finnugor szokások szerint hatalmas kőkupacos sírba temettette, ami később betemetődött földdel, és így alakult ki a Toompea-domb, amin Tallinn fekszik. Tehát Idríszí annak idején nem a levegőből kapta az általa Tallinnra használt nevet, de természetesen annak történelmi alapja nincs. Ugyanezekben az időkben a várost Lyndanise (Lindanäs, Lindenäs) néven is emlegették az iratokban, ami vélhetőleg Kalev feleségére, Lindára utal. Ezt a nevet feltehetőleg – hangzásából és egyéb nyelvtani hasonlóságból ítélve – dán és/vagy svéd ajkúak használhatták.
Tallinnt földrajzilag és stratégiailag teljesen logikus helyre építették: A város jól tudta felügyelni és védelmezni a Finn-öbölben haladó kelet-nyugati irányú kereskedelmi útvonalakat, valamint kiszolgálni ezek utazóit.
A Toompea-domb már az első évezred végén lakott volt. Írásokból tudjuk, hogy a toompeai első faerőd az 1000-es években teljesen leégett. Az újjáépítéshez gyorsan hozzáláttak, mivel az 1100-as években a város már fontos központja volt az észak észt térségnek. Idríszí így írt a városról: „Kolôvan egy kisvárosra emlékeztető, hatalmas erőd, minek lakói kis jövedelmű parasztok, de a szokásosnál több marhával rendelkeznek.”

## A dán korszak (1219–1346)

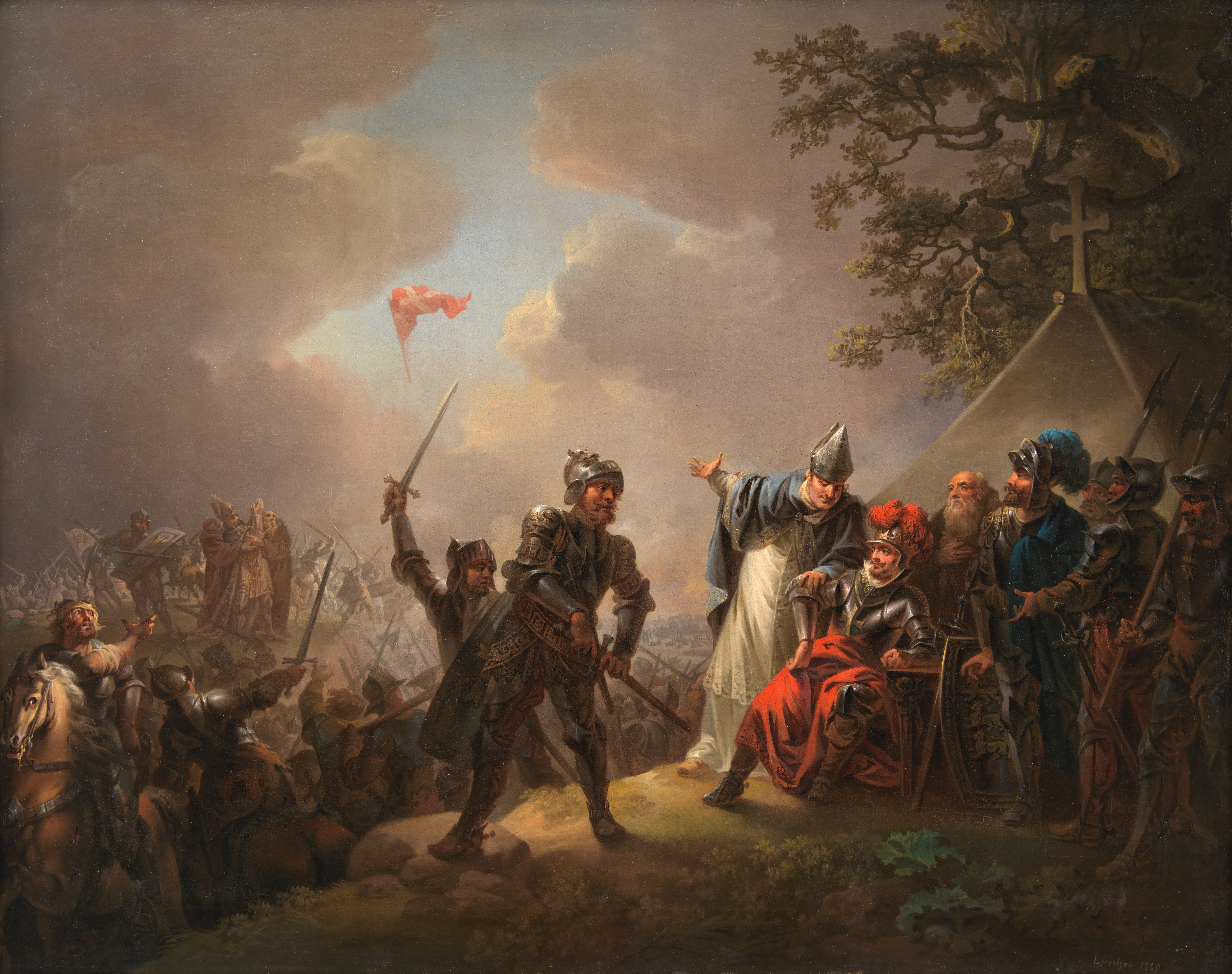
A tallinni csata 1219-ben (Christian August Lorentzen, 1809.)

A katolikus egyház az 1100-as években rendelte el a keresztes hadjáratok megkezdését a mai Balti országok és Finnország irányába. Az első keresztes hadjárat Svédországból, az akkor még pogány népnek számító finnek felé irányult a történészek szerint 1155-ben, de onnan a svédek már tervükkel ellentétben valami miatt nem keltek át a Finn-öblön az észtek megtérítésére, így első keresztény népként a dánok szálltak ott partra. II. Győztes Valdemár (dánul: Valdemar II. Sejr) dán király 1219-ben jelent meg hajóival Tallinn partjainál. Kezdetét vette a dán korszak, ami 11 éves megszakítással (1227-1238 között) több, mint 100 éven át tartott. Ekkor kapta a város a mai (finnugor, minden bizonnyal észt eredetű) nevét: "Tallinn". A név középkori észt nyelven annyit jelent, hogy "dán vár" vagy pedig "dán város". Az első időkben, az akkor még szinte egy nyelven beszélő finnek és észtek "Taani Linn"-nak mondták, de ezt olykor nehéz volt kiejteni, ezért hamar lerövidítették, és így lett a város neve észtül "Tallinn". Ezekben az időkben a német hanza-kereskedők már jól ismerték a várost, és gyakran tettek arra kitérőt. Ők Revalnak hívták a várost, ami az akkori Rävala-vármégye nevéből eredt. A németek Tallinnt egészen az 1900-as évek elejéig Revalnak mondták.
A dánok miután partra szálltak, rögtön elűzték az észt lakosokat, és lerombolták az észtek által épített faerődöt. Az észtek többnyire a környező falvakba, kisvárosokba menekültek, néhányan pedig átkeltek a – svéd befolyású, de nyugodtabb, még "senki földjének" számító – Finn-öböl északi partjára. Miután a dánok lerombolták a várost, elkezdték újjáépíteni, és erős kőfalakkal vették körül. Két része lett a városnak: A Felsőváros (ami a Toompea-domb tetején és az oldalán feküdt), valamint az Alsóváros, ami a tengerpart, és a Toompea-domb között terült el. A Felsővárosban a dán nemesek, a püspökök valamint a német és a dán lovagok laktak, az alsóvárosban pedig a kereskedők és a kézművesek.
Az 1300-as évek elején a dánok rájöttek, hogy a városban igen erős a német befolyás, és szinte a város felépítése óta (1219) mindig is több volt a német ajkú, mint a dán, ezért az Alsóvárost is körbevették erős falakkal, a Felsővároshoz hasonlóan, egy esetleges német inváziótól tartva. Ettől fogva 1877-ig Tallinn (avagy németül Reval) csak az Alsóvárost jelentette. A Felsőváros pedig visszakapta régi nevét: Toompea. A két várost kapuk és erős falak választották el egymástól is, az átjárást pedig felügyelték. Létük csaknem az akkori Pesthez és Budához hasonlítható. Lassacskán Toompea is három – de mégis egységes – részre osztódott: A dán államhatalom képviselőjének (helytartójának), és a helytartó hivatalnokainak, tisztviselőinek a negyede. (Manapság például a 'Riikikogun' azaz az észt parlament található a vár e részében.); a keresztes lovagrend (Német Lovagrend) negyede; a püspöki és az egyházi negyed.
Az egész Toompeát érintő ügyekről közös tanácsban döntöttek a rendek, de érdekesség, hogy mindegyik negyed saját szabályokkal és törvényekkel rendelkezett, ami gyakorlatilag úgy is mutatkozott, hogy amit az egyik utcában tiltottak, azt egy másik utcában szabad volt tenni, ha az éppen már egy másik rendhez tartozott. Ekkor Tallinn (más néven Reval, az Alsóváros) már teljesen különálló volt.
Hogy e furcsa helyzetet jobban megértsük, egy pillanatra ugorjunk még vissza az időben:
1230-ban 200 német telepes érkezett a városba (jó részt kereskedők) családostul, és a város déli részeinél nagy földterületeket vásároltak fel, illetve kaptak adományba. A város német részei ezáltal jócskán kibővültek. Ekkor a városban a dánokon és a németeken kívül észtek, valamennyi orosz, valamint egyéb skandinávok (svédek, norvégok) laktak. IV. Plovpenning Erik dán király 1248-ban lübecki városjogot adományozott Tallinn-nak (tehát az Alsóvárosnak). 1284-ben Tallinnt felvették az un. Hanza-szövetségbe, és ekkor a város fénykora kezdetét vette. Mikor Tallinn Hanza-város lett, a dánok már nem tudták hatalmuk és teljes felügyeletük alatt tartani egyszerre Toompeát és Tallinnt is, így Tallinn autonómiát kapott. Saját belpolitikával rendelkezett, noha a külvilággal való kapcsolat tartás még a dán rendek jóváhagyásával és ellenőrzésével folyhatott. Toompeának Tallinn belügyeibe többé nem volt beleszólása. Tallinn belügyeiről a város saját tanácsa rendelkezett. Bár a legfelsőbb döntési jog a dán király által kinevezett főkamarásnál volt (kinek hivatalnoki rangban lévő, nem tallinni lakosnak kellett lennie), ő önszántából beleavatkozhatott a város ügyeibe, de vitás esetekben hivatkozni rá nem lehetett.

### Törvények, jogszabályok a dán korszakban

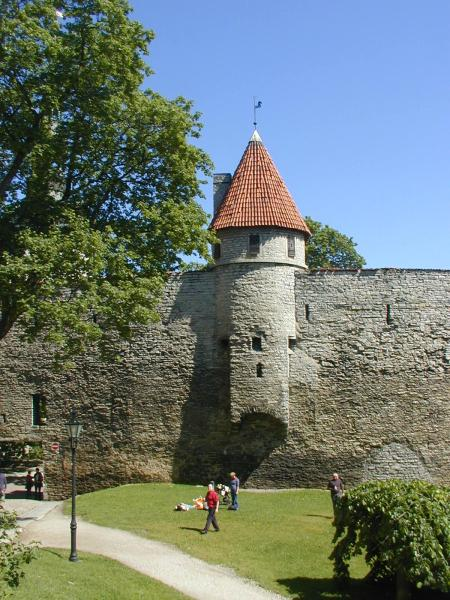
Az óváros egyik őrtornya

Különlegességnek tekinthető tény volt, hogy a városban vagy annak szélén lakó parasztok, jobbágyok nem a feudális törvények szerint éltek, ellentétben a többi észt területekkel, ahol jóformán csak a németek uralkodtak. Erre az érdekességre csak a középkori Norvég valamint a Svéd Királyságban (finn területeivel együtt) volt hasonló példa, hol a jobbágyok nem voltak helyhez, birtokhoz kötve. Tallinn esetében ez még azért is érdekes, mert az észtek lakta területeken ez volt az egyetlen város, az egyetlen kivétel, hol a feudális törvények (nagyrészt) nem befolyásolták a jobbágyság életét. A többi észt területeken, csak az osztrák-magyar kiegyezés után négy évvel, 1870-ben, vetették végleg el a feudális, valamint a jobbágyságot korlátozó törvényeket.
Tallinn lakosait senki sem kényszeríthette semmilyen kijelölt munkára vagy költözésre társadalmi pozíciója vagy hovatartozása révén. Régi forrásokból az is kiderül, hogy az akkori törvények szerint, ha egy vidéki jobbágy elszökött vagy elmenekült Tallinnba, ahol ha a gazdája egy év és egy napig nem talált rá, akkor menedékjogot kapott a városban, az uraság pedig elveszítette tulajdonjogát felette. Nyilvánvaló, hogy ezzel számtalan sanyarú körülmények között élő jobbágy próbálkozott – feltehetőleg többnyire sikeresen – ugyanis ebből kifolyólag többszörösen is vita alakult ki Toompea (főleg a feudális, német nemesi rendek) és Tallinn között, amit tanácskozásokkal, valamint diplomáciai úton többé-kevésbé sikerült elsimítani.
Bár a város lakosai szabadok voltak, azért némi ún. polgári kötelességeik is akadtak, amik társadalmi osztálytól eltekintve, mindenkire egyformán vonatkoztak. A legfontosabb – írásba is fektetett – kötelességek voltak például:
- Őrszolgálat a városfalakon és a tornyokban.
- Kötelező munkaszolgálat válsághelyzetekben (például hóvihar, nagy meleg, hideg, fagy, éhezés stb. esetén).
- Katonai szolgálat háború vagy a várost fenyegető egyéb más, katonai veszély esetén.
- A Városi Tanács által elrendelt, közjót szolgáló munka vagy egyéb feladat fizetés nélküli végrehajtása.
- Adófizetés.
- A tallinni Városi Tanács által létrehozott, és elfogadott általános (minden lakóra vonatkozó) törvények és jogszabályok tisztelete és betartása.

Ezzel szemben a tallinni lakosoknak alapvető jogaik közé tartoztak – mint azt már említettük – a szabad költözés, a saját tulajdon (ingóság és ingatlan) fenntartása, saját maga által választott szakma elsajátítása (kézműves vagy kereskedés), vámmentesség valamint a városhoz tartozó legelők szabad és korlátlan (de csak saját célú) igénybevétele. Ez utóbbi úgyszintén magába foglalta a városhoz tartozó erdőből – saját célra fordított – egyéb termés leszedését illetve tűzifa elhozatalát.
A 13. században a német uraságok még nem mertek kiköltözni a Felsővárosból földjeikre, az elnyomott nép közé. A 14. században azonban elkezdtek várakat, kisebb lakóvárakat és -erődöket építtetni földjeikre, ugyanis a jobbágyaik és a földjeik uralása Toompeából már egyre nehezebb volt. A német várak, lakóvárak és erődök gyorsan felépültek az észt vidéki földeken, és attól fogva a nagyobb birtokokkal rendelkező német urak vidéki váraikban, kúriáikban laktak. Csak veszély (például háború) esetén húzódtak be Toompeába, illetve ezen kívül minden évben egy pár napra például gyűlések, tanácskozások valamint az évi adóbefizetés idejére látogattak vissza a városba.
A Toompeában lakó püspökségnek úgyszintén sajátos volt a helyzete. Bár nem volt jelentős nagyságú földjük, de minden juttatást megkaptak egyházi adó formájában. Az egyházzal kapcsolatos ügyekben természetesen a püspöknek volt mindkét városban a legnagyobb hatalma, mégis a városok mindennapi életével kapcsolatos szabályokat és törvényeket nem igazán tudta befolyásolni. Attól függetlenül, hogy mindkét városban – Tallinnban és Toompeában – a püspök nagy tekintéllyel rendelkezett, Tallinnban ő maga szinte csak a saját papjait tudta közvetlenül irányítani. A kolostorok működésébe csak részlegesen szólhatott bele.

### A dán korszak alkonya
1343-ban a városon kívüli, sanyarú körülmények között élő, vidéki észtek elégedetlenek lettek, és fellázadtak (többnyire német, feudális) uraik ellen. A felkelés Saaremaa szigetén kezdődött, György éjszakáján (ún. Saaremaai-felkelés, avagy György-éji felkelés), de napokon belül csatlakozott hozzá az egész térség (mai Észtország), sőt, tovább terjedt a Finn-öböl északi partjára, hol a finnek lázadtak fel svéd uralkodójuk (részben helytartóik) ellen. Igaz, a [finnek]nek csak egy része vonult a várak alá, ezért ott a rendet lényegesen hamarabb sikerült a svédeknek visszaállítani, ellentétben a dánokkal. Bár a toompeai helytartó rendelkezésére álló dán, de javarészt német lovagok felszereltsége, harcedzettsége messze túlhaladta az észt parasztok harci képességeit – és a nagyobb ütközetekben szinte pillanatok alatt diadalt arattak felettük a német-dán lovagok seregei – az észtek nehezen felszámolható, apróbb csoportokra szakadva, rajtaütés szerűen, kisebb hadműveletekkel zavarták Tallinn, valamint az egész térség kereskedelmi forgalmát. Szárazföldön és vízen is.
1346-ra a dán király – IV. Atterdag Valdemár (dánul: Atterdag IV. Valdemar) – végleg megúnta a kicsi, észt csoportok egyenkénti hajkurászását – főleg mivel neki ugyanekkor a Dániát felszabdaló hercegekkel kellett hazájában leszámolnia – így ő jó pénzért eladta a németeknek az észt földek összes dán, avagy királyi tulajdonban lévő részét, beleértve Tallinnt is. Ettől kezdve az egyházat leszámítva a németek egyedül uralták Tallinnt, valamint az egész észt térséget. Tallinn egykor szabad népére most rossz idők leselkedtek: A németek szinte rögtön, mikor hivatalosan is hatalomra jutottak, bevezették a feudális törvényeket Tallinnban is, valamint jogilag megkülönböztették a kisebbségeket. Az ott élő nemzetiségeket (svédeket, oroszokat, norvégokat stb.) kivándorlásra ösztönözték, valamint az észteket automatikusan feudális jobbágyaikként kezelték. Tallinnban – és az egész országban – kezdetét vette a német korszak.

## A német korszak (1346–1561)

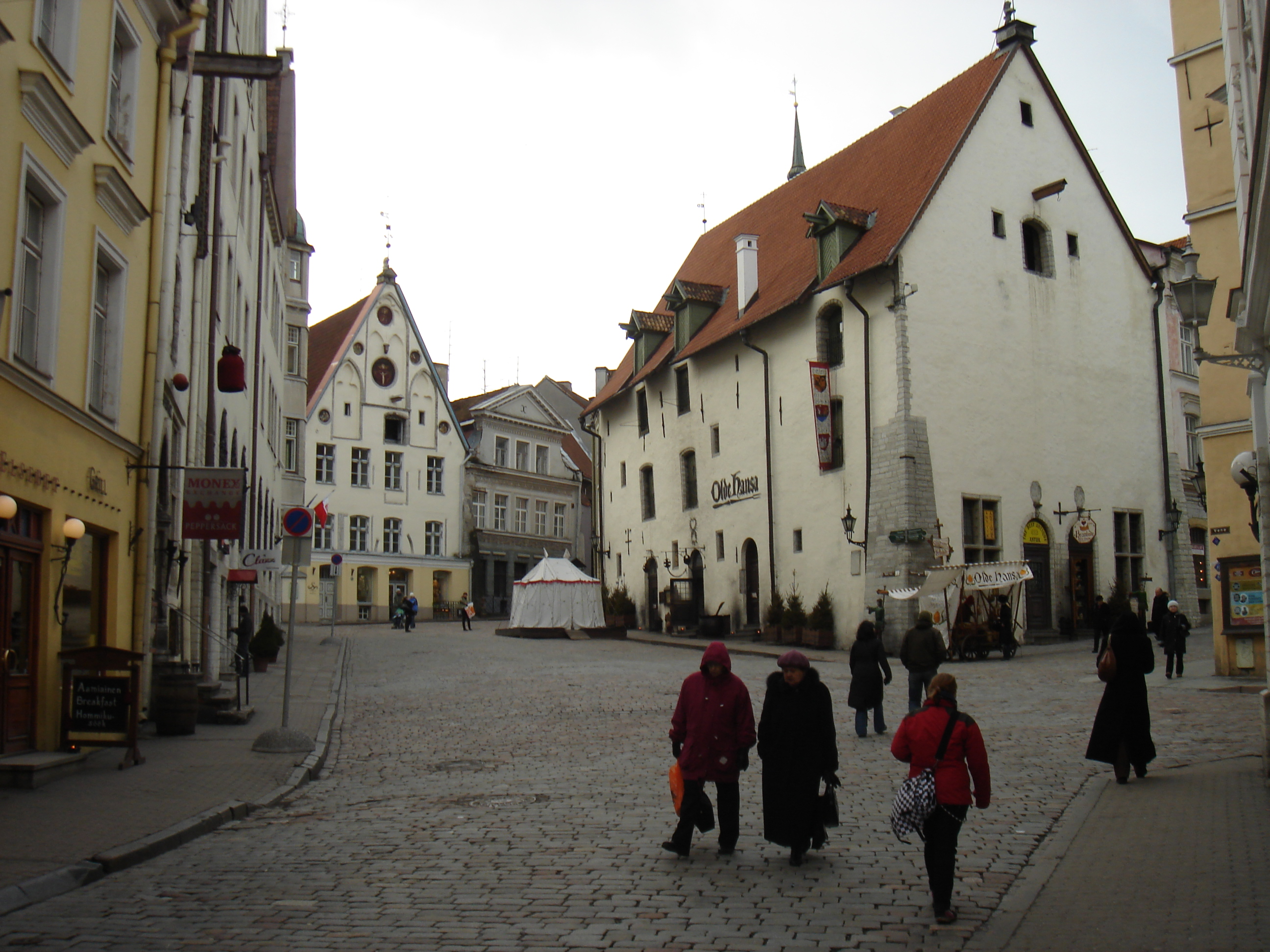
A középkor óta működő Olde Hansa fogadó a Neuer Markt tér mellett

Miután a németek hivatalosan is Tallinn és az összes észt terület urai lettek, a Tallinnba bevezetett törvényváltoztatásokon kívül az első dolguk az volt, hogy a maradék György-éji felkelőkkel – kisebb, észt csoportokkal – végleg leszámoltak. A tallinni Városi Tanács működési stílusa is részben megváltozott. Az 1400-as évek elejére annyira megerősödött a tanács hatalma, hogy a város lakói szinte semmilyen döntésükbe sem szólhattak bele. Ha a nép már különösen elégedetlen volt a tanács működésével, akkor a főkamarás beleavatkozhatott az ügybe, mint annak idején, a dán korszakban is. A különbség annyi volt, hogy most már lehetett hivatkozni a főkamarásra. Az ekkori főkamarásokat a német lovagrendből választották. Már nem kellett feltétlen hivatalnokoknak lenniük, de mindenképp németeknek kellett lenniük és a német főuraknak kellett őket megválasztani.
A tallinni Városi Tanács felépítése viszont lényegében ugyanolyan maradt, mint a régi időkben. A tanács 24 tagból és négy polgármesterből állt. A 24 tagot két 12 fős csoportra osztották fel, amiből mindkettő évente felváltva intézte aktívan a város ügyeit. Magyarán ez azt jelentette, hogy a nagyobb üléseken és a nagyobb döntésekre mind a 24-en összeültek, de az általános, mindennapi üléseken csak 12-en voltak. Bár Tallinnba bevezették a feudális törvényeket – és bizonyos mértékben jogi-társadalmi területen hanyatlás kezdődött – ugyanezeken a területeken azért történtek előrehaladások, fejlődések is. 
A hatalom mellett a tanácsnak viszont épp oly mértékben felelőssége is volt. A hatalom a legjobban a törvénykezésben és az ítélethozatalokban mutatkozott, míg a kötelesség és a felelősség az általános közjóval kapcsolatos ügyek intézésében és fejlesztésében. Ennek a korszaknak az egyik érdekessége többek között, hogy a Városi Tanács bátran ítélkezett a városon kívül történő bűncselekményekben, illetve a városon kívül élő bűnözők felett is, ami főleg a vidéki parasztság körében gyakran társadalmi nyugtalanságot váltott ki. A Tanács hatalma hihetetlenül sokáig tartott, egészen az 1800-as évek utolsó évtizedekéig.

### A város céhei
A 13–14. században, a német befolyás jóvoltából megalakultak Tallinnban az első céhek, amiknek később – a német hatalom alatt – lényegesen több joguk lett.

#### A Nagy Céh
A kereskedők céhe – azaz saját nevén a Nagy Céh – felügyelte a többi, kisebb céhet, valamint innen választották a városi tanács tagjait. A Nagy Céhbe való belépést feltételekhez kötötték, amik a szabadabb dán korszak után szigorúbbá váltak. A német korszakban a tagfelvételhez a következők voltak a feltételek:
- Született németnek kellett lenni.
- Anyagilag rendezett körülmények között kellett élni.
- Házasnak kellett lennie.
- Polgári családból kellett származni.
- Saját lakóházzal kellett rendelkezni.
- Saját üzlettel kellett rendelkezni.
- Legalább két jelenlegi tagnak kellett ajánlani a felvételt.

A Nagy Céh mellesleg a magánéletre és a szabadidőre vonatkozóan is hozott néha döntéseket, például az öltözködési szabályokat, bálok megrendezését stb. Tehát a Nagy Céhből a városi tanácsba csak gazdag vagy különben magas életszínvonalon élő embereket vehettek fel, ami nem volt csoda, mivel a Városi Tanács tagjai nem kaptak fizetést/tiszteletdíjat munkájukért. Pénzforrásaikat többnyire a már tulajdonukban lévő boltok és cégek biztosították.

#### A Fekete Fejűek céhe
A második legnagyobb céh a ún. Fekete Fejűek (Mustapäät) céhe voltak. Ebbe többnyire az akkori értelmiség tartozott (mint például a tanárok, orvosok, költők, írók, tudósok) illetve a külföldiek, a zsoldosok valamint azok a kereskedők, akik valamilyen oknál fogva nem tartozhattak a Nagy Céhhez, például mert nőtlenek voltak vagy mert nem rendelkeztek saját üzlethelyiséggel. A Fekete Fejűek felelőssége többnyire a város védelme volt, illetve ennek megtervezése valamint a védelmi terv megvalósításának felügyelete. Természetesen háború vagy veszély esetén az egész város lakossága köteles volt a város védelmében részt venni.
A Fekete Fejűek általában intelligensek és érdeklődő kultúrbarátok voltak. A távoli kultúrák és tengeri útvonalak kitűnő ismerete valamint a különféle népekkel, országokkal való kapcsolat tartás és kereskedés gyakran az átlagosnál toleránsabbakká és nyitottabbá tette őket. A Fekete Fejűek tagjait tulajdonképpen hívhatnánk a reneszánsz korszak előfutárainak. Bár ez a céh Tallinn legfiatalabb céhe volt, mégis szinte rögtön, robbanásszerűen felkerült a céhek ranglistáján a második helyre. Ez többek között a tagok anyagi hátterével valamint a műveltségük magas fokával magyarázható.

#### Az Olav és a Kanut céh
Az ún. kisebb céhekből szintén kettő volt, az Olav valamint a Kanut (más néven: Knut, Knuut) céh. Mindkettő egy-egy védőszent után kapta a nevét, és a kézművesek érdekeit képviselte. A Kanut Céh tagjai többnyire jobban megbecsült szakmák gyakorlói voltak, például (arany, ezüst) ékszerészek, órások, csizmadiák, cipészek, szabók és pékek. Az Olav Céhhez a kevésbé megbecsült, olykor lenézett – ennek ellenére fontos – mesterek tartoztak, mint például a böllérek, hóhérok, kőfejtők, sír- és árokásók valamint a hordárok. Egyes források szerint a kocsisok is ide tartoztak, de más források szerint őket a jobb, azaz a Kanut Céhhez sorolták. Eleinte ezek a céhek is több, kisebb nemzetiségenként változó céhekből álltak, de hamar egyesültek, és a tagságot csak a foglalkozás döntötte el.
Kanut a nevét a dánok védőszentjéről kapta, Knutról. Innen következtethető, hogy a céh alapítói minden valószínűséggel dánok lehettek, bár hivatalos, avagy hiteles írásbeli forrás erről nem szól. Annyit viszont tudunk, hogy az összes tallinni céh közül a Kanut volt a legrégebbi, amiből a források szerint, később, az 1300-as évek első felében, kivált a Nagy Céh, és ez a tény alátámasztja az előbbi feltételezést. A német uralom kezdete után a Kanut céh tagjai többnyire majdnem csak németek voltak.
Az Olav céh tagjainak nemzetiségi elosztása már sokkal színesebb volt, még a német uralom alatt is. Ebbe a szervezetbe többnyire észtek, dánok, svédek, norvégok, oroszok valamint elvétve más nemzetiségek (finnek, lettek stb.) tartoztak. Legtöbben minden valószínűséggel észtek lehettek, ugyanis ekkor a többi skandináv királyságban nem uralkodtak oly "vad" feudális törvények, így a német korszak kezdetén sokan elvándoroltak valamelyik skandináv királyságba. A Tallinnban élő (vagy maradt) skandinávok jelenlétének okára csak két valószínű magyarázat lehet: A családja már évtizedek, vagy -századok óta ott lakott, illetve száműzött, saját hazájában nem kívánt személy volt.
A céh Szent Olaf után kapta a nevét, ami a svédek és a norvégok védőszentje volt a középkorban.
Ezeken kívül volt egy ötödik céh is, ami a Szűz Mária nevet viselte. A Szent Mária céh a Toompeában dolgozó kézművesek és szolgálók céheként működött.

### Röviden a két város építészeti történetéről

#### Tallinn

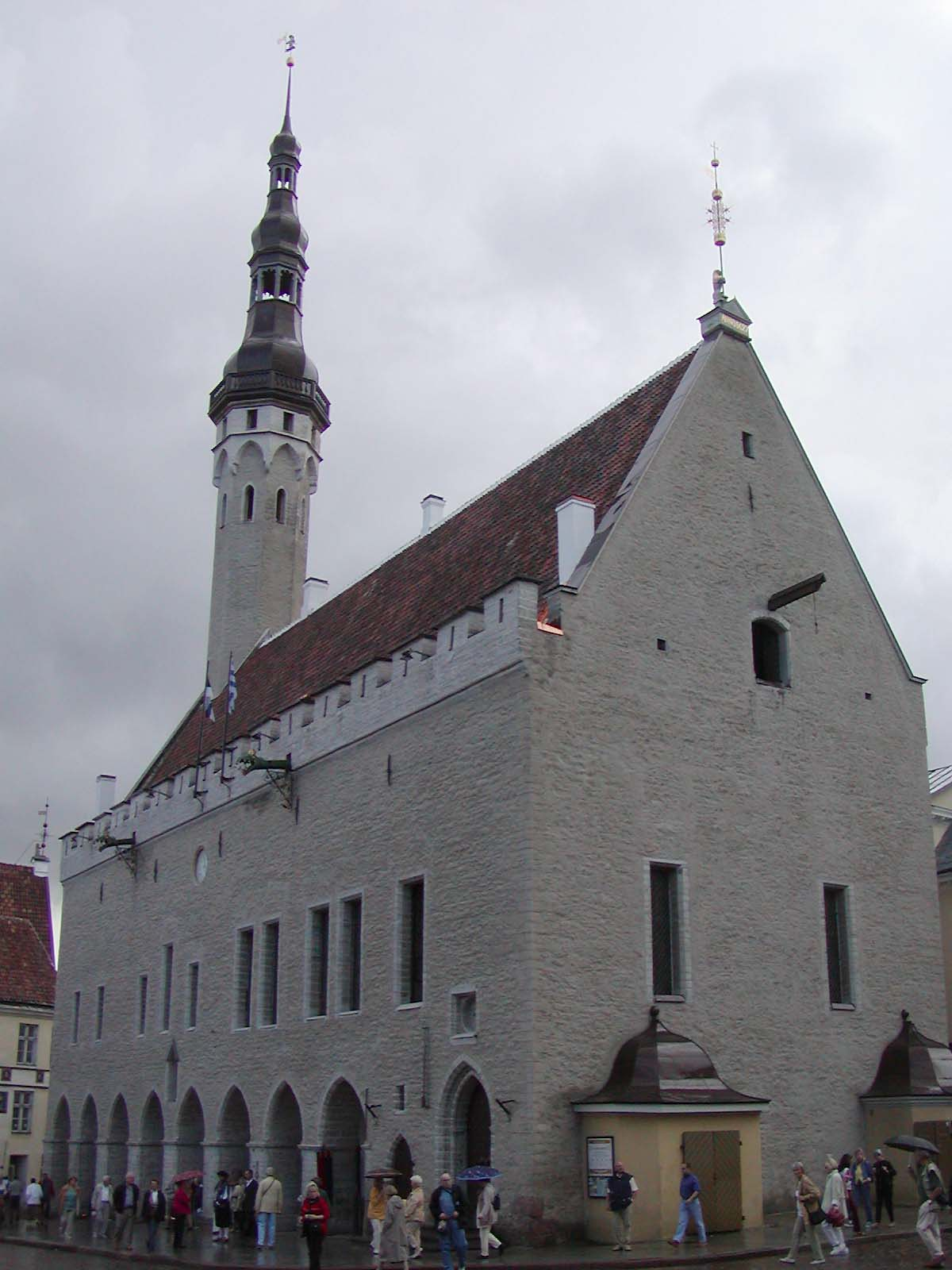
A városháza épülete

Tallinn mai óvárosának épületei nagyrészt a dán és a német korszakból származnak. A középkori Tallinn (Alsóváros) az építkezésben is eltért Toompeától. Ez valamennyire a városok fekvése, illetve a természeti adottságok miatt is alakult így. Tallinnban mindenhol az utolsó ház udvara és a városfal között utcák mentek. Ezeket pomeriumnak hívták.

Toompeában (a Felsővárosban) az udvarok közvetlen a védőfalak tövében végződtek. Ez részben azért is volt így, mert a Felsőváros jóval kisebb volt, – a helyet maximálisan ki akarták használni – valamint Toompea egy kimagasló, helyenként rendkívül meredek oldalú dombtetőn állt, így a Felsőváros falait különösen nehéz volt ostromolni, és így a felsővárosi épületek sem voltak annyira közvetlen veszélynek kitéve, ezért az udvarok egészen a várfalig elnyúlhattak. A börtönöket és a fogdákat nagyrészt a várfalak tornyaiban, valamint a bástyákban és ezek alagsoraiban alakították ki.
Mikor Tallinnból Hanza-város lett, a város faépületeit lassacskán felváltották a masszívabb és a tűzvész szempontjából biztonságosabb kőházak. Viszont a Tallinnt körbevevő, külvárosnak számító, apróbb falvacskák kizárólag csak faházakból állhattak. A "külvárosi" részben tiltották a kőházak építését, ugyanis ezeket a fakunyhókból álló, kisebb településeket támadás vagy hasonló vészhelyzet esetén felgyújtották. Így ez az ellenség esetleges támadását késleltette, lelassította. Az első kőházak építését a város falain túl csak az 1800-as évek elején engedélyezték.
A 13. század közepétől, mikor Tallinn lakossága lényegesen gyarapodni kezdett, a városfalakon belül a helyet egyre jobban ki kellett használni. Ekkor születtek meg a több – két, három, négy – emeletes épületek, valamint ugyanekkor az utcák jelentősen összeszűkültek. Ebből az időkből származnak úgyszintén az óvárosban mind a mai napig gyakran látható, középkori padlásfelvonók. Mivel Tallinn kereskedelmi város volt, viszont az épületei magasabbak lettek, a földszinti helyek összeszűkültek, ezért a raktározásra többnyire a padlás volt a legalkalmasabb. Ezekhez viszont felvonókat kellett építeni.
Az 1380-as években a tallinni Városi Tanács elrendelte, hogy a várfalon belül mindegyik épületnek kőből kell lennie. Ha ennek a határozatnak valaki nem tett eleget, annak a házát lefoglalták.
A 14. század elején megerősített városfalakon noha még csak 10 őrtorony állt, 1530-ra már 30 toronyból kémlelték az őrök a messzi tájakat. Addigra a várfalakat is tovább erősítették, valamint magasították. A tornyokat és bástyákat más célokra is használták. Mint már előbb említettük, többek között a rabokat is ott őrizték, de ugyanezek megfelelő helyet nyújtottak a közjót szolgáló helyiségeknek, mint például közös (többnyire hadi felszerelést tároló) raktáraknak, ahol lándzsákat, kardokat, íjakat, ágyúkat, lőport és takarmányt raktároztak a város esetleges védelmezésére, de akadt például szaunatorony is. Ez utóbbi torony a város nyugati részén mind a mai napig megtalálható. A Sauna Torn az északi éghajlat miatt a köznép számára épített torony volt, hova bárki járhatott melegedni, mosakodni, felüdülni, szülni vagy valamilyen betegségből magát kikúrálni.
Az alsóvárosi középkori házak ajtajai, kapui előtt még napjainkban is megtalálhatók az ún. "beszélgető kövek". Ezek vagy faragott, díszített, gyakran kocka alakú kövek vagy pedig lépcsőfokok voltak. A középkorban a házak lakói ide ültek ki esténként, beszélgetni szomszédaikkal, mígnem az 1700-as években egy olasz származású helytartó katonai fenyítéssel betiltotta az esti lépcsőn üldögélést, mert úgy tartotta, hogy az a késő középkorból megmaradt, sötét, barbár szokás volt.

#### Toompea
Toompea (a Felsőváros) külleme teljesen más volt a középkorban, mint Tallinné. Fogadókat, raktárakat, üzleteket, vendéglőket és kocsmákat nem igen talált ott az ember például a 13-14. században. Különböző lovagrendek épületeit, csillogó termeit, a dán helytartó hivatalait és a gyönyörűen dekorált egyházi épületeket láthatta ott az arra járó. Az épületek bejáratait szigorúan őrizték, és az utcákon valamint az épületekben mindenhol a csörgő páncélruhákban lépegető lovagok hangját lehetett hallani. Sajnálatosan 1684-ben Toompea csaknem porig leégett, és ezután gyökeres változás következett be. Az újjáépítés természetesen rögtön megindult, de ekkor a régi épületeket, lovagtermeket már barokk és rokokó stílusban építették újjá.

#### Tallinn templomai, kolostorai

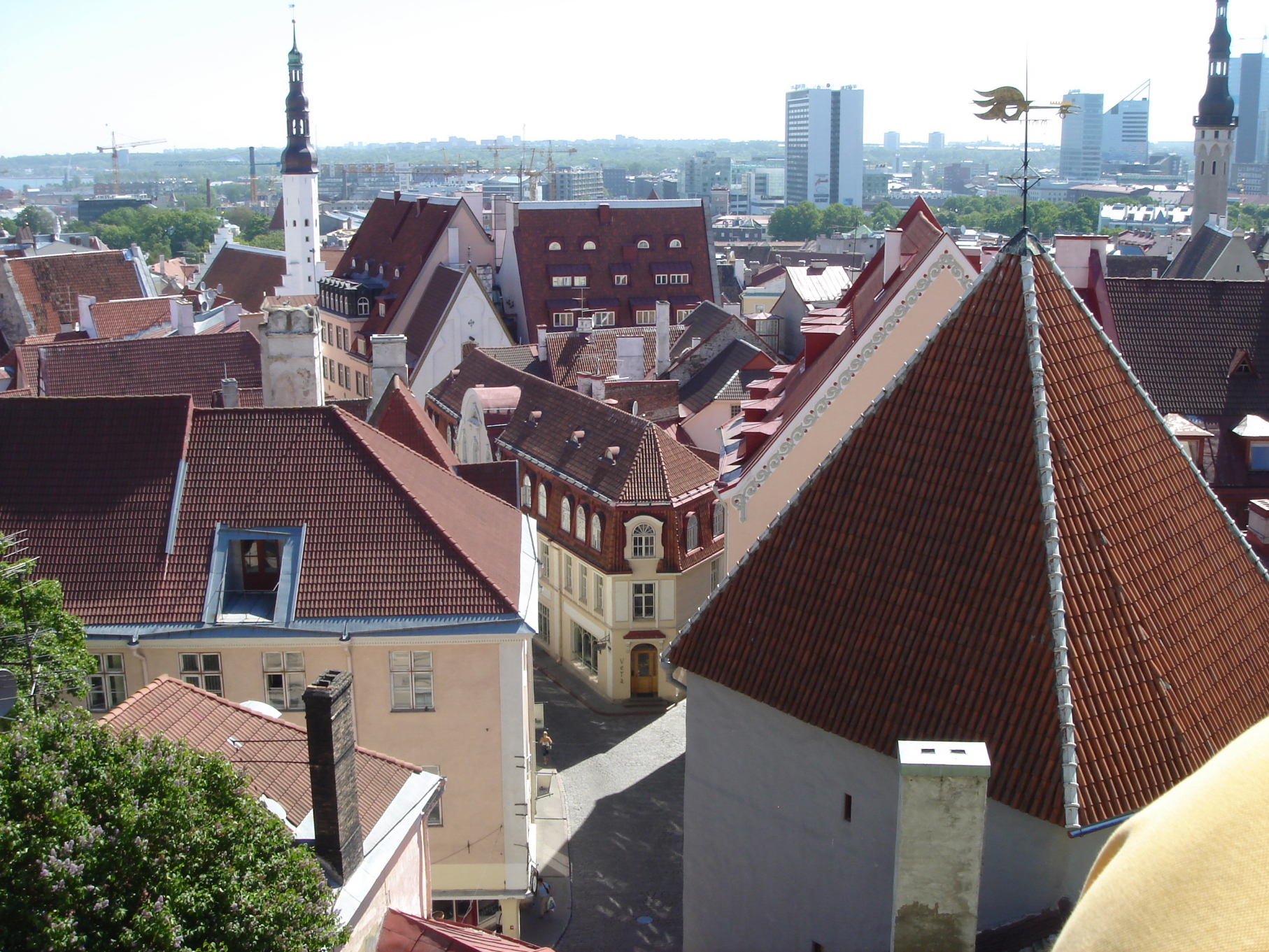
Látkép Toompeából az Alsóvárosra.

Bár a különböző társadalmi osztályokba való hovatartozás megosztotta az embereket, a templom mindig közös volt mindkét városban. Toompeában ez a dóm volt, aminek az észt neve – Toomkirik avagy Neitsi Maarja kirik – maradt meg a mai napig. Igaz, hogy az Alsóvárosban szinte minden nemzetiségnek megvolt a saját temploma (többnyire nyelvi okok miatt), a társadalmi osztályokba tartozás a templomokban nem számított.
Az Alsóváros déli részében laktak a német kézművesek és a hanza-kereskedők. Az ő templomuk a Szent Miklós-templom volt, ami (a német nevén) a Neuer Markt téren áll. Ez a templom az Alsóváros (és tán a mai Tallinn) legnagyobb temploma a város akkori legnagyobb terén, szinte az Alsóváros közepén. Napjainkban egyike a leglátogatottabb nevezetességeknek a városban.
A Neuer Markt tértől kicsit északabbra, az Alsóváros közepén lakott az észt jobbágyság. Az ő templomuk – a Szentlélek-templom (Püha Vaimun kirik) – a többi nemzetiségek templomaihoz képest a város legszerényebb temploma volt, viszont a legjobb fekvéssel rendelkezett; a város kellős közepén állt.
Az Alsóváros északi részein többnyire oroszok és skandinávok laktak. A skandináv népek – mint ahogyan ők ezt (észak) Európában és a világban is szokták – Tallinnban is mindig összetartottak, és egy közös templomuk volt, a Szent Olaf-templom (Olaviste, németül: St. Olaikirche, svédül: Sankt Olofs kyrka). Jóllehet, hogy szóban megkülönböztették egymást, mint svéd, dán vagy norvég, de ettől függetlenül egy közösséget alkottak. Egyes források említik, hogy a városban olykor elvétve laktak finnek is, kik többnyire, tán a nyelvrokonság miatt, az észtek negyedeiben éltek. Lakóhelyeiket pontosan nem ismerjük, de vannak ritka utalások arra is, hogy a skandináv Olaviste templomi miséken finnek is meg fordultak. Az is elképzelhető, hogy ezek a Svéd Királyság finn területeiről áttelepült, svéd polgárok, kisnemesek lehettek, kiket nem teljesen helyesen jegyeztek fel.
Az oroszok temploma, a német nevén megmaradt Russische Kirche, a skandinávok temploma mellett, az Alsóváros északkeleti részén áll. A templomok mellett rendszeresen tartottak vásárokat.
A városban még két kolostor is volt. A Szent Katalin (Klosteerhöfe Dünamünde) szerzetes kolostor a város keleti részén, a Szent Mihály (St. Michael Zisterzienser Nonnen-Kloster) apácakolostor pedig a város nyugati részén volt található. A szerzetesek és az apácák többnyire művelt, távolabbi, nemesi családokból származtak, és jóformán semmilyen kapcsolatuk se volt az alsóvárosiakkal, azaz a tallinniakkal. A toompeaiakkal csak az alapvető diplomáciai kapcsolatot tartották fenn. A városon kívül volt még egy harmadik kolostor, a Szent Brigitta apácakolostor.

### Jogszabályok és törvények a német korszakban

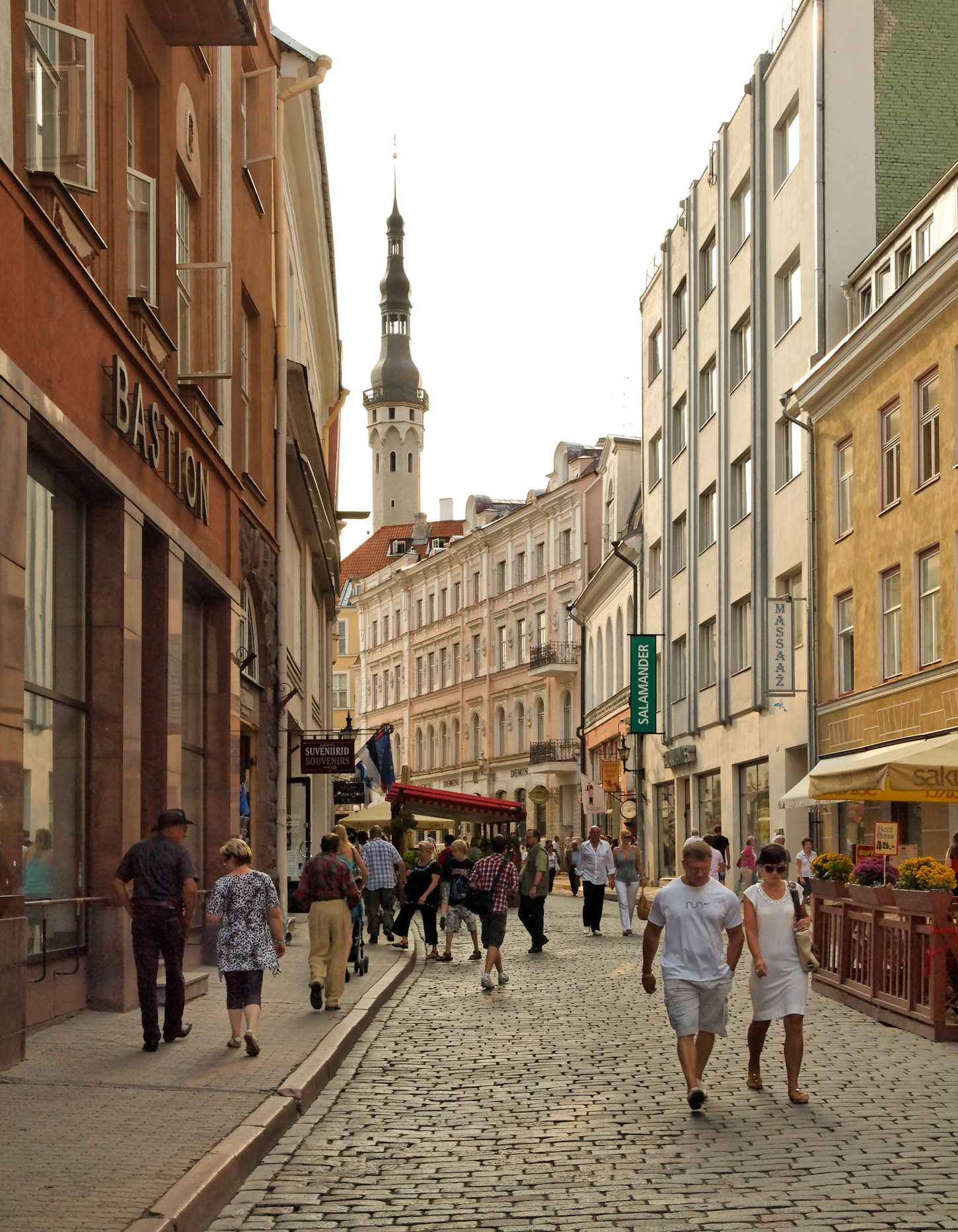
Tallinni utca a régi német városrészben

Toompeának és az Alsóvárosnak saját törvényei voltak, amik a német korszakban csak egyre jobban különböztek egymástól, és ez gyakran nézeteltéréseket okozott a város lakói mindennapi életében is. Az alsóvárosiak például ingyen, vámmentesen használhatták a kikötőt, ellentétben a toompeaiakkal, akiket ugyanezért jól megfizettettek. Ezzel szemben a toompeaiak viszont elsőbbséget élveztek, ha ők a jól fizető nemesek házában például szolgálómunkát kerestek. A nemesek kiszolgálása természetesen magasabb életszínvonallal is járt, amire az alsóvárosiak gyakran irigyek voltak, mert ők sokkal nehezebben juthattak efféle munkához. A toompeai kereskedők csak kiskereskedést folytathattak, nagykereskedést nem. Ezt törvény szabályozta. Ugyanez a törvény a toompeai kisiparosokra is vonatkozott. Az Alsóvárosban bár a németek által bevezetett feudális, ám de mégis hanza-törvények uralkodtak – mint az már előbb is elhangzott – míg Toompeában teljesen a feudális törvények szerint éltek az emberek, akárcsak mindenhol vidéken. A hanza-törvények valamelyest könnyítést és tán egy árnyalattal szabadabb életet biztosítottak a teljesen feudális, toompeai törvényekkel szemben.
A két város a német korszakban úgyszintén saját külpolitikával is rendelkezett. Ezt bizonyítja többek között az Alsóváros gyakori levelezése az 1400-as évek elején például a Finn-öböl túlpartján, svéd felségterületen fekvő Raseborg (finnül Raasepori) várral, aminek ekkor gyakran német származású, de a svéd királyhoz hű váruraik, várkapitányaik voltak. 1434-ben a svéd Engelbrekt felkeléskor Otto Pogswisch, Raseborg német várkapitánya Tallinnból szerzett ágyúkat a felkelés visszaverésére. Tallinn külföldi várakkal tartott szoros kapcsolatáról alátámasztja az a tény is, hogy mikor Otto Pogswisch menekülni kényszerült Raseborgból, nem Stockholmba vagy máshova svéd földre menekült, hanem Tallinnba. Pár évtizeddel később, 1475-ben Erik Axelsson – viborgi helytartó – parancsot kapott Sten Sture svéd kormányzótól, hogy az 1323-ban meghúzott svéd-orosz határ védelmére emeljen egy várat a Finn-tóvidéken (finnül: Olavinlinna, svédül: Olofsborg), és erre a feladatra Tallinnból hozasson építészeket valamint kőműveseket. Nyilvánvaló, ha Tallinn-nak nem lettek volna egyéni és jól ápolt külpolitikai kapcsolatai például a Svéd Királysággal (és a többi, közelben lévő hatalmakkal) a svéd kormányzó sem Tallinnból szerződtette volna az építészeket és a kőműveseket, hanem saját maga küldte volna őket Stockholmból. Hasonló kapcsolat tartás figyelhető meg ezen kívül a többi finn területeken lévő svéd várakkal (Kuusisto, Turku, Kastelholma), az orosz Slisszelburggal (Шлиссельбург) valamint Stockholmmal és Gotlanddal.
Ugyanebben az időben a két város – Tallinn és Toompea – között meglehetősen sok nézeteltérés keletkezett, többnyire a közös helyek, helyiségek használata, a különböző társadalmi rétegek ellentétei, a gabona szállítása valamint a két város törvénykezéseinek különbözősége miatt. (Például ha egy toompeai polgár Tallinnban követett el bűncselekményt stb.)

Csak egy, az akkori mindennapi életben fellépő ellentéteket tükröző példát hozunk fel:
A város Tônis-domb (Tônismäki) nevezetű terén állt egy piac, hol a parasztok levágásra nevelt jószágokat adtak el. Eleinte a toompeai és az alsóvárosi mészárosok és hentesek közösen használhatták ezt a piacot, de miután a vásárlók közötti versengések heves vitákba, majd verekedésekké fajultak, olykor már emberi életeket is követelvén, a piacot magas, fakordonnal kettéválasztották, külön a tallinniak és külön a toompeaiak részére. Ez a megoldás viszont a parasztoknak nem tetszett, ugyanis a tallinniaknál jobban fizettek a toompeaiak (igaz, kevesebben is voltak). Ha a paraszt két helyen akart egyszerre eladni, akkor dupla helypénzt kellett fizetnie.
Effajta problémákból sok volt, és mindennapiak voltak. Jóllehet, hogy ezek a társadalmi osztályok között kialakuló súrlódások már a dán korszakban megkezdődtek, – többek között ezért is építették a két várost elválasztó mészfalat az 1300-as évek kezdetén – de mégis a német korszak, a feudális és a hanza-törvények végleges bevezetése után tetőztek. A német korszakban a városkapukat éjszakára lezárták, napközben az átjárást gondosan ügyelték, és megesett olyan is, hogy például egy bűnözővé vált ember a másik városba szökött át, hol nem ítélték (és nem is ítélhették) el. Egyes hivatalos személyek pedig automatikusan diplomáciai érinthetetlenséget élveztek, mikor átléptek a városkapu másik oldalára.
Ezek mellett mindenhol előnynek tekintették, ha valaki német volt, és ezt törvénybe is fektették. Az 1400-as években alakultak ki azok a szabályok, amik kimondták, hogy bizonyos szakmákat csak német ember gyakorolhatott. Ilyen volt például a sörfőzés. Csak német nő dolgozhatott sörfőzdében, és csak német tulajdonban lehetett minden sörfőzde. Ami más kézben volt (többnyire észt tulajdonban), azt vagy be kellett zárni vagy kényszereladásra került. Ugyanezekben az időkben megfosztották az észteket az ingatlan vásárlási joguktól, a piacokon való kereskedésüket rendkívül keményen korlátolták és már a velük keveredő, vegyes házasodást sem tartották illőnek, habár tudomásunk szerint ez utóbbit törvénybe nem fektették. A német aranyékszer kereskedők, pékek, szabók, ötvösök, hentesek és mészárosok nem voltak hajlandók észteket foglalkoztatni avagy betaníttatni.
Honnan eredt a németek e haragja az észtek iránt? Az bizonyos, hogy rengeteg vidéki észt elszökött urától Tallinnba, és őket gyakran keresték a városban. Tán a városi és a vidéki német urak egyezséget kötöttek volna, hogy kisebb szolgáltatás fejében "kiszekálják" a városból az észteket, hogy ezek visszatérjenek uraikhoz vagy el se szökjenek? Mind a mai napig nem tudjuk erre a pontos választ. A kérdést nehezíti még az is, hogy ugyanekkor az Alsóváros magas rangú hivatalnokai és vezetői nevei közt nem egy színtiszta észt névvel találkozunk, arról nem is beszélve, hogy a városban szinte mindenki beszélt valamilyen szinten észtül. Erről tanúskodnak többek között régi, előkerült észt nyelvű számlák, szabályok, szerződések. A soknyelvűség önmagában nem csoda, hiszen a középkori Európának az egyik főbb jellegzetessége a soknyelvűség volt. Erre számos más hasonló példát is találhatnánk (Német-Római Császárság, Magyar Királyság, skandináv királyságok), de az észtek megtorlása, és egyidejű felengedése a magasabb társadalmi rétegekbe, a mai napig rejtély.
A 16. század elején Tallinn már 7000-8000 lakost számlálhatott. Az egyházi reformáció ekkorra már elérte ezt a vidéket is, és itt is megkövetelte áldozatait. A város 1525-ben vette fel hivatalosan a Luther Márton által hirdetett vallást. Ez mind csak segítette, hogy Toompea és Tallinn között fokozódjanak az ellentétek, és a 16. század felénél pedig már a céhek is kezdtek széthúzni, részük pedig belülről bomlani. Egy 200 éves korszak a végéhez közeledett.

## A svéd korszak (1561–1710)

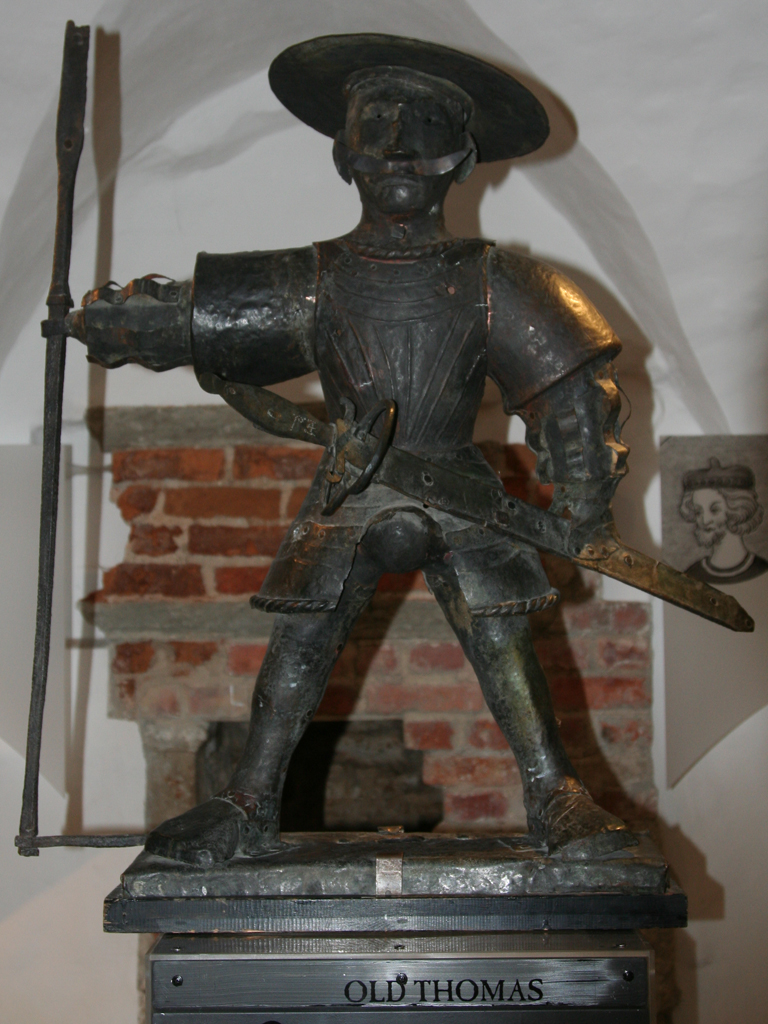
Vana Toomas szobra

Bár a biztonságos Kalmari unió – amibe a Svéd, a Dán és a Norvég Királyság tartozott – 1520-ban feloszlott, a 16. század felétől Svédország mégis a Balti-tenger nagyhatalma lett. 1558-ban kirobbant a 25 évig tartó livóniai háború, amelynek során 1561-ben a svédek fennhatóságuk alá vonták Tallinnt. Nem sokkal előtte az orosz hatalom is elkezdett Tallinn után érdeklődni, és bár IV. (Rettegett) Iván mindkét várost el szerette volna foglalni, ez a terve sosem valósult meg, mivel a tallinni kereskedők és a toompeai német lovagok az oroszoktól való félelmükben 1561-ben önként megadták magukat a svédeknek. Ezt követően a város másfél századon át svéd fennhatóság alá tartozott. Mondhatnánk, hogy Tallinn szinte „az ölükbe esett”. A német urak a svéd korszak alatt nem vesztették el hatalmukat, habár már a svéd királynak kellett engedelmeskedniük, mivel Tallinn nem volt többé Hanza-város. Toompeában megjelentek a svéd hivatalnokok és uraságok, jóllehet eleinte különösen kis létszámban.
Miután Tallinnak megszakadt a kapcsolata a Hanza Szövetséggel a lakók életszínvonala rohamosan csökkent. Bár svéd fennhatóság alatt álltak, a Svéd Királyság nem sok támogatást küldött a városnak, mivel még javában tartott a livóniai háború, amiben Svédország hadban állt először Oroszországgal, majd később Dániával és a Lengyel-Litván Királysággal (Lengyel-Litván unió). Attól eltekintve, hogy a svéd korszak alatt Tallinn jelentősen elszegényedett, teljesen nem ítélhetjük el e korszakot, ugyanis például kulturális szempontból lényeges előrehaladás is történt: Hivatalossá tették az észt nyelvet és a nyelvtant, valamint észt nyelvű iskolákat is alapítottak. Ugyanezeket a jogokat finn szomszédjaik csak kb. 200 évvel később kapták meg a svédet felváltó orosz uralom alatt. A svédek megtartották Tallinnban és az egész térségben a régi, német, feudális jobbágytörvényeket, ami szintén érdekesség, mivel saját királyságukban, és más területeiken (például Finnországban) továbbra sem uralkodtak feudális törvények. Az észt parasztok – akárcsak az orosz, a magyar vagy a francia parasztok – nem költözhettek el továbbra sem uruk engedélye nélkül, nem rendelkezhettek földdel, és egy birtok vagy föld eladásakor a rajta elő parasztokat, jobbágyokat beleszámították a vételárba, habár külön-külön, emberként nem adhatták el őket, életükre büntetlenül nem törhettek, ezért természetesen rabszolgáknak nem voltak nevezhetőek.

## Az orosz korszak (1710–1918)
A nagy északi háborúban Észtország uralma átkerült a svédektől az oroszokhoz. Tallinn 1710. szeptember 29-én harc nélkül kapitulált az orosz seregek előtt. A város ezt követően egészen 1783-ig megtarthatta városi kiváltságait és a helyi törvénykezésben a német nyelvet. 1783-ban II. Katalin orosz cárnő megszüntette Tallinn kiváltságait és az észt területekkel együtt a Rigai (Lívlandi) Kormányzósághoz (oroszul Губерния) csatolta. Tallinn Oroszországhoz csatolását követően I. (Nagy) Péter cár még 1714-ben parancsot adott hadikikötő építésére. Ezzel egy időben hajóépítő üzemet is alapított, ami a város iparosodásának is kezdetét jelentette. Ettől függetlenül az orosz korszakban is a nemesség valamint a tallinni polgárság megtarthatta kiváltságos helyzetét Tallinnon, illetve Toompeán belül, és itt megint csak egy érdekességbe ütközünk: A tallinni németeknek ekkor már vagy 150-200 éve megszűnt a kapcsolatuk a Hanza Szövetséggel avagy később Poroszországgal, mégis meg tudták tartani a gyakorlati hatalmukat a városon belül. Akárcsak a svédekkel, nekik sikerült az oroszokkal is kiegyezni, hogy habár orosz fennhatóság alatt álltak, saját helyi hatalmuk gyakorlatilag ne nagyon csorbuljon. Az észt városok, főleg Tallinn lakosságának a túlnyomó része német volt az 1850-es évekig. Az ország termőföldjei 90%-ban nemesi tulajdonban voltak. 1870-ben az oroszok teljesen véget vetettek a jobbágyságnak, és eltörölték az utolsó feudális törvényeket is. A 19. század második felében, szinte robbanásszerűen megnőtt az észt lakosság száma Tallinnban, és hamar a legnagyobb etnikai csoport lett. Az ún. gazdasági hatalom még ekkor is a németek kezében volt, habár számuk és hatalmuk ekkor már csökkent a városban. A jobbágyság eltörlése lassacskán a két város – Toompea és Tallinn (amit ekkor még a németek mindig Revalnak hívtak) – egységesedéséhez kezdett vezetni.

## Az első függetlenség (1918–1940)
Mikor az észt politikusok meghallották, hogy a finn szenátus közhírré tette függetlenségi nyilatkozatát Helsinkiben 1917. december 6-án, hasonló előkészületekbe kezdtek, és 1918. február 24-én kikiáltották Észtország függetlenségét. Az első világháborúval valamint a vörös forradalommal bajlódó Oroszország mindkét függetlenségi kikiáltásra rábólintott. (Ezeket hivatalosan Lenin erősítette meg.) Ugyanekkor Tallinnt is egyesítette az észt vezetés. Ekkor véglegesen eltörölték a „Reval”, az „Alsóváros” és a „Toompea” neveket (az „Alsóváros” és a „Toompea” mint városrészek elnevezéseként megmaradtak) és a régi finnugor eredetű, bár a dán korszakra emlékeztető „Tallinn” nevet kapta meg a város. 1920-ban az észtek, tekintve, hogy rokon nép, átvették a finn himnusz dallamát, amit Fredrik Pacius még 1848-ban szerzett. Szintén érdekesség, hogy e dalt legelőször Ludwig Runeberg svédül írta meg, majd később, 1867-ben először finnre, 1869-ben pedig észtre fordították. Állítólag Runeberget a mű megírására Vörösmarty Mihály 1836-ban írt „Szózat” című költeménye ihlette, mely később magyar nemzeti ének lett. Az 1918. február 24-i észt függetlenség kikiáltása a kb. 700 éves német hatalom teljes befejeződését jelentette, de most már gyakorlatilag is. Az észt nemzeti öntudat, valamint a gyűlölet a volt német nemesi családok ellen az 1920-as években olyannyira fokozódott, hogy az észtek egyes, pompázó, német kúriákat súlyosan megrongáltak, másokat megpróbálták felgyújtani, máshol ijesztgették a német családokat vagy elzavarták őket. Az 1930-as évek elejére szinte minden földet felosztottak, a német kúriákat kiürítették és fenntartásukról nem gondoskodtak, ezért azok lassan lepusztultak.

## A szovjet korszak (1940–1991)

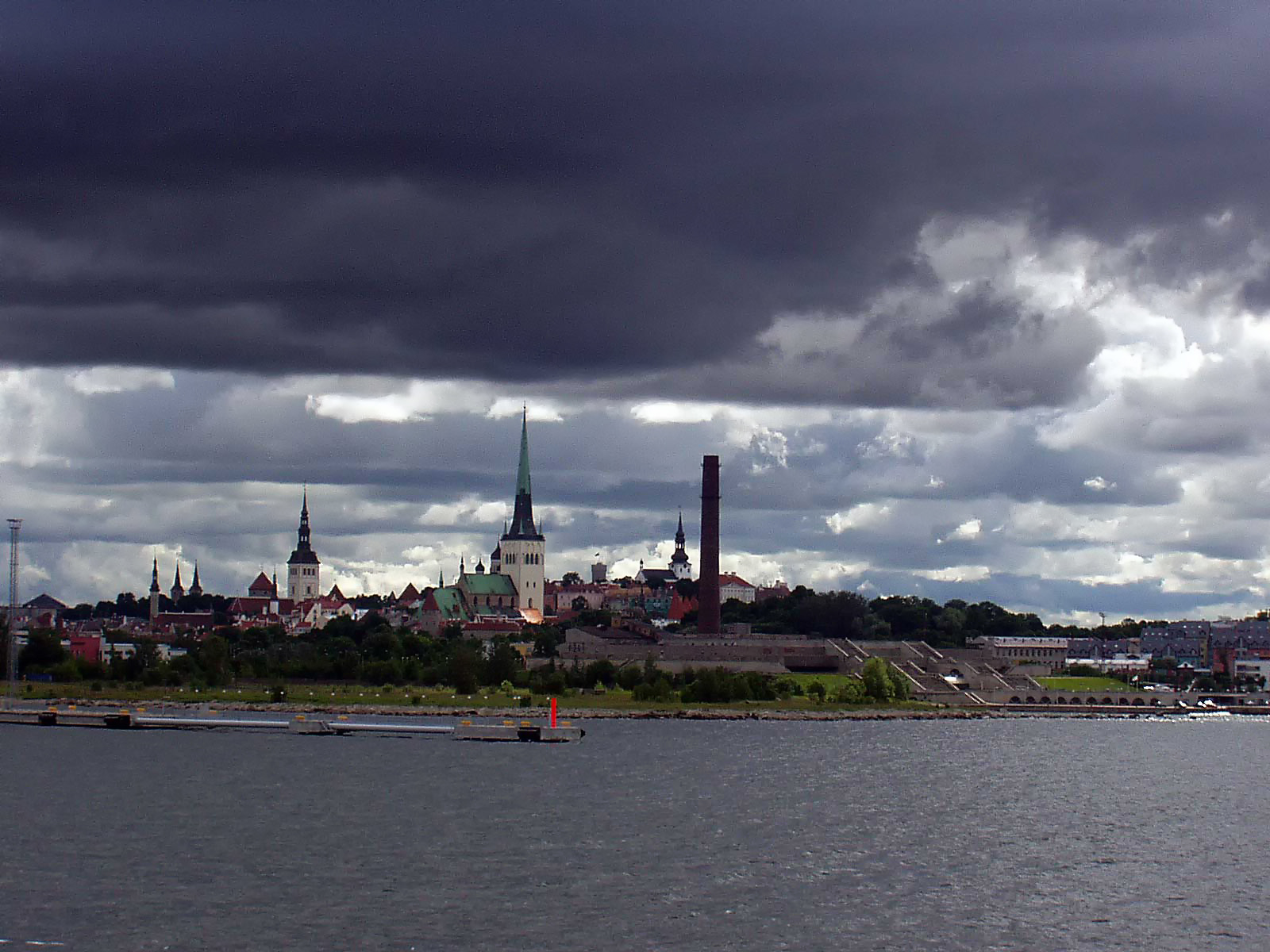
A város látképe a Szent Olaf-templommal (középen) és a Városháza tornyával (bal szélen)

A fiatal Észtország függetlensége nem tartott sokáig. Miután a Szovjetunió békét kötött Finnországgal a téli háború befejeztével 1940 tavaszán, elkezdte bekebelezni a balti országokat. Észtországban 1940 nyarán jelentek meg a szovjet csapatok. A kicsi és védtelen Észtország határait 1940. június 16-án átlépő szovjet csapatok különösebb ellenállásba nem ütköztek, ezért szinte napok alatt elfoglalták az egész országot. Tallinn közigazgatásilag ekkor sem igen változott (természetesen szocialista törvények uralkodtak) és még mindig a térség legnagyobb városa volt. 1941. nyár végén a németek elfoglalták Észtországot, – beleértve Tallinnt is, ahol a Wehrmacht csapatai 1941. augusztus 28-án jelentek meg – és visszaszorították a szovjeteket egészen Moszkváig. A gyakran kegyetlenkedésekkel is járó második világháborús szovjet-német megszállások alatt számos észt család és családjukat elvesztett férfi kelt át a Finn-öblön, hogy önkéntesen csatlakozzon a finn hadsereghez a Szovjetunió elleni harcban (1941 őszén Finnország és a Szovjetunió között kirobbant a folytatólagos háború, de ott nem volt sem német, sem orosz megszállás), de sajnos ez nem mindenkinek sikerült, és sokan odavesztek. A finn szigetvilág, valamint a Finn-öböl ekkor tele volt vízi aknákkal, így a kevésbé szerencsések hajói, csónakjai gyakran ilyenekbe rohantak bele, majd süllyedtek el. Voltak, akik saját készítésű, egy éjszaka alatt barkácsolt ladikokon, tutajokon próbálkoztak az átkeléssel. Ezekben az esetekben egy vihar feltámadásakor sokan belefulladtak a vízbe. A finn parti őrség olykor talált csónakjukba belelőtt észt civileket is, ami a finn történészek szerint a fegyvertársuk – azaz a németek – harci erkölcsére utal, abból következtetve, hogy a fegyvertelen (finn) katonákra a szovjetek ritkán nyitottak tüzet. (További például Magyar 2. hadsereg). A szovjetek 1944. március 9-10. között szőnyegbombázást indítottak Tallinn ellen. A két napig tartó bombázás után a város 53%-a megsemmisült, és 1400 ember vesztette életét. 1944. szeptember 19-én Finnország újra békét kötött a Szovjetunióval, az 1941-ben kezdődött folytatólagos háború befejeztével. Ugyanekkor a szovjet támadások megerősödtek a Balti-országok irányába, valamint az ukrán fronton, és a németek gyors visszavonulásra kényszerültek. A szovjet csapatok 1944. szeptember 23-ára már Tallinnt is elfoglalták, és hamarosan az egész ország 47 évre a Szovjetunió része lett. A háború végén, bár Tallinn majdnem hogy romokban hevert, az óváros szinte a csodával határos módon alig kapott pár találatot, ellentétben például Rigával, ahol a háborúban az óváros is komoly károkat szenvedett.
A háború után az épületeket szovjet támogatással viszonylag gyorsan helyreállították, és az ipar is hamar fellendült, viszont az alapvető élelmiszereket még a szocializmus vége felé is csak jegyre lehetett kapni Tallinnban meg a többi városban. Vidéken a helyzet valamelyest jobb volt. Az utazást (mint ahogy a Szovjetunióban mindenhol) erősen korlátozták.
Az 1960-as években megkezdődtek a politikai légkör parányi felszabadulásai. Ezt a legjobban fokozta, mikor 1964-ben a finn köztársasági elnök, Urho Kekkonen tallinni látogatása során észtül mondott beszédet a finn és az észt testvériségről. Még ugyanebben az évben megindultak a rendszeres komp- és hajójáratok Tallinn és Helsinki között, jóllehet, az utazók többnyire csak finnek voltak. A nyugati államok közül Finnország vette fel először a kapcsolatot a Észt Szovjet Népköztársasággal. Nem sokkal később Svédország is követte. A Finnországba utazó észteket a KGB gyakran kihallgatta vagy pedig megfigyelés alatt tartotta.
Nem sokkal később, az 1960-as évek végén, a finn állami televízió (Yleisradio) mindkét csatornája megerősítette a Helsinkiből történő adásai jelerősségét úgy, hogy mindkettőt lehetett fogni Tallinnban és környékén. Az adás vétele egy otthon elkészített vevővel vagy kisebb technikai változtatással a TV-készülékben volt lehetséges, és bár ez illegális volt, attól függetlenül szinte minden észt háztartás tudta titokban fogni a finn adókat. A Szovjetunióban használt – francia fejlesztésű – SECAM TV-rendszer szándékosan eltért a például Finnországban használt német PAL TV-rendszertől azért, hogy a határvidékeken ne lehessen fogni a nyugati csatornákat, így például Lengyelországban, Csehszlovákiában vagy Magyarországon a német vagy az osztrák adásokat. A Szovjetunió többször is felszólította Finnországot, hogy ne sugározza adásait Tallinnig, de ezt a finnek technikai magyarázatokkal és egyéb más kifogásokkal mindig elutasították. A magyarázat többek között az is volt, hogy a finn állami csatornák által sugárzott adásoknak Lappföldön is foghatónak kell lenni a finn törvény szerint, és ezért volt szükség a jelerősség növelésére. Elképzelhető, hogy a háttérben politikai okok miatt is sugározták a finn adásokat Észtországba.
Az 1980-ban megrendezett moszkvai olimpia játékok vitorlásversenyét Tallinn partjainál tartották. Az 1980-as évek végén, Mihail Gorbacsov hatalomra jutásakor a politikai légkör lényegesen enyhült, és az életszínvonal is jelentősen emelkedett a térségben, de főleg Tallinnban.

## A második függetlenség (1991–)

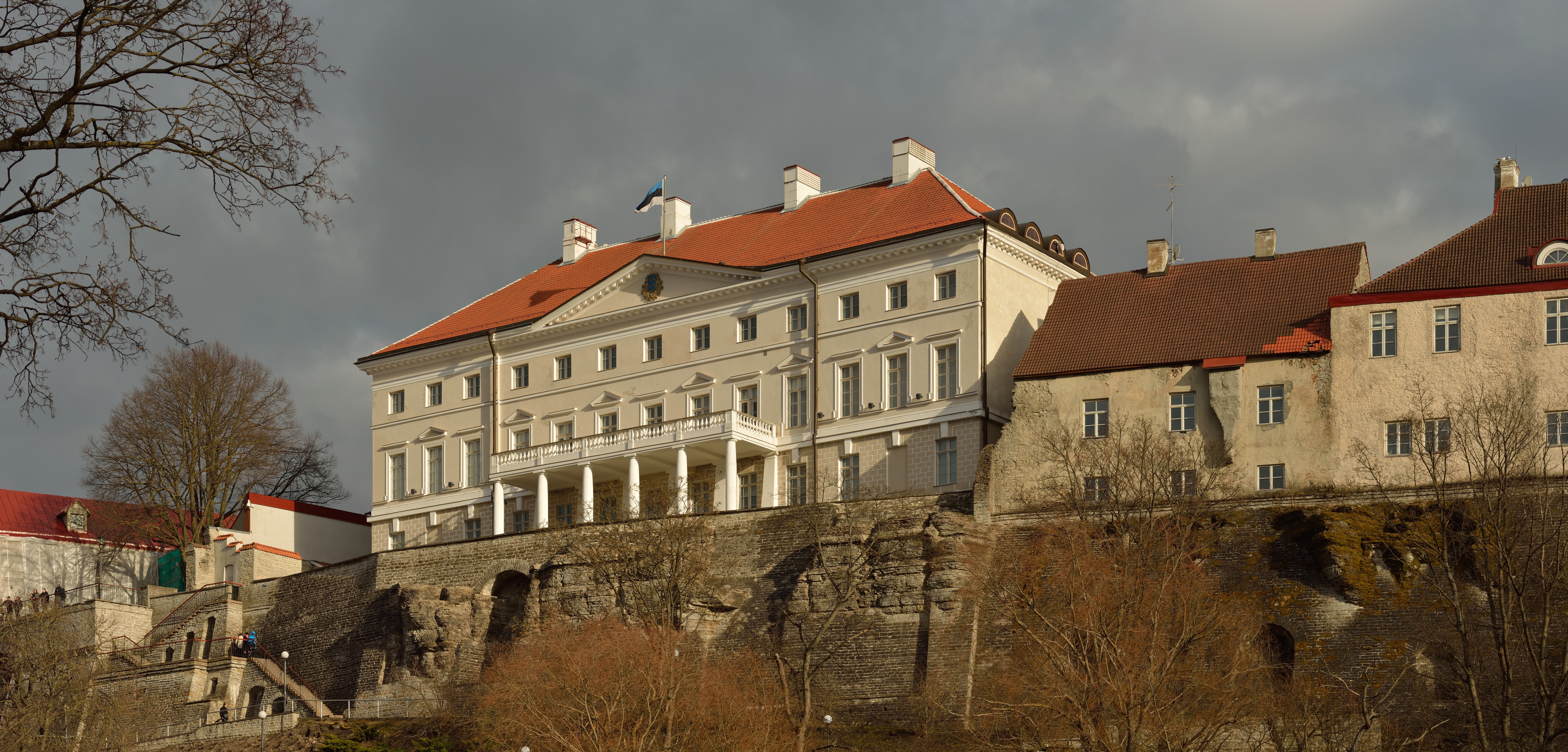
Palota Toompea városrészben

A Szovjetunió végleges összeomlásakor Észtország másodszor is kikiáltotta függetlenségét Tallinnban 1991. augusztus 20-án. Észtország, ellentétben más népköztársaságokkal, követte például Magyarország példáját, és azon egyike volt, ahol a rendszerváltást viszonylag békésen, vérontás és emberáldozat nélkül sikerült elérnie. Az 1990-es évek gazdasági pangása erősen megrázta az országot, de ezt az akadályt is sikerült leküzdeni és túlélni az észteknek.
A Balti-tenger egyik legnagyobb hajószerencsétlensége – Az Estonia-katasztrófa – is Tallinnhoz kapcsolódik. Az M/S Estonia nevezetű hajó 1994. szeptember 28-án, helyi idő szerint éjjel 00:55 és 01:50 (UTC+2) között süllyedt el Tallinnból Stockholm felé tartva. A katasztrófa fő oka az orrkapu leszakadása volt egy éjjeli viharban. A katasztrófát továbbá más tényezők is súlyosbították. A túlélők szerint az Estonia orrkapu nélkül, majdnem átfordulva – a tengelye körül 135 fokot leírva – süllyedt el, orral az égnek, kb. 45 fokos dőlésszögben. A süllyedés 40-50 perc alatt zajlott le, de az embereknek ennél jóval kevesebb idejük maradt a menekülésre. Az áldozatok vagy még a hajóban a falakhoz, lépcsőkhöz csapódtak a hirtelen dőléskor, vagy megfulladtak (a vízben vagy a hajó belsejében), vagy pedig a hideg tengerben – a víz csupán 10-12 fokos volt – a hipotermia miatt kihűltek. Az Estonián tartózkodó 989 személyből mindössze kb. 250-nek sikerült kijutni a hajó belsejéből a külső fedélzetre, de közülük is csak 138-at sikerült kimenteni a vízből élve. Egy ember a mentés után a kórházban halt meg, így 137 lett a túlélők száma. A szerencsétlenség összesen 852 emberéletet követelt, kik javarészt svédek és észtek voltak. 1995-ben Svédország, Finnország, Észtország, Lettország, Dánia, Oroszország és Nagy-Britannia által aláírt egyezmény deklarálta a hajóroncs sérthetetlenségét, (tömegsírnak nyilvánították) és megtiltotta az aláíró országok állampolgárai számára a roncs megközelítését.
Manapság Tallinn már több mint 400 000 lelket számol, és a város egyik legfontosabb bevételi forrása a – főképp Finnországból irányuló – turizmus. A tallinni turisták nemzetisége a legszámottevőbben: finnek, svédek, németek, lettek, oroszok, britek, norvégok és litvánok.
Észtországot Magyarországgal egy időben, 2004. május 1-jén vették fel az Európai Unió tagállamai közé. A 2010. év végi fejlettségi index (HD index) szerint az ország a 34. helyen állt a világranglistán. Közeli szomszédainak fejlettsége: Oroszország 65., Lettország 48., Svédország 9., Finnország 16. Ugyanebben a felmérésben Magyarország a 36. helyen végzett.